# Ben Crabbé
Ben Crabbé, né le 12 novembre 1962  à Tirlemont, est un musicien du groupe de rock De Kreuners et homme de télévision belge néerlandophone.